# Calocosmus holosericeus
Calocosmus holosericeus är en skalbaggsart som beskrevs av Charles Joseph Gahan 1889. Calocosmus holosericeus ingår i släktet Calocosmus och familjen långhorningar.
Artens utbredningsområde är Haiti. Inga underarter finns listade.